# Тавил
Тавил там. தவிள் — ударный инструмент, известный в южной Индии. Используется в традиционных ансамблях вместе с тростевым духовым инструментом нагсварам.
Корпус инструмента изготавливается из джекфрута, с двух сторон натянуты кожаные мембраны. Правая сторона инструмента больше левой, и правая мембрана натягивается очень сильно, а левая — свободнее. Настройка инструмента производится с помощью ремней, пропущенных через два обода из пенькового волокна, в современных вариантах крепления металлические.
На барабане играют либо сидя, либо подвешивают на ремне. В основном играют ладонями, хотя иногда используются специальные палочки или надетые на пальцы кольца.